# Gadna (Jugendkorps)

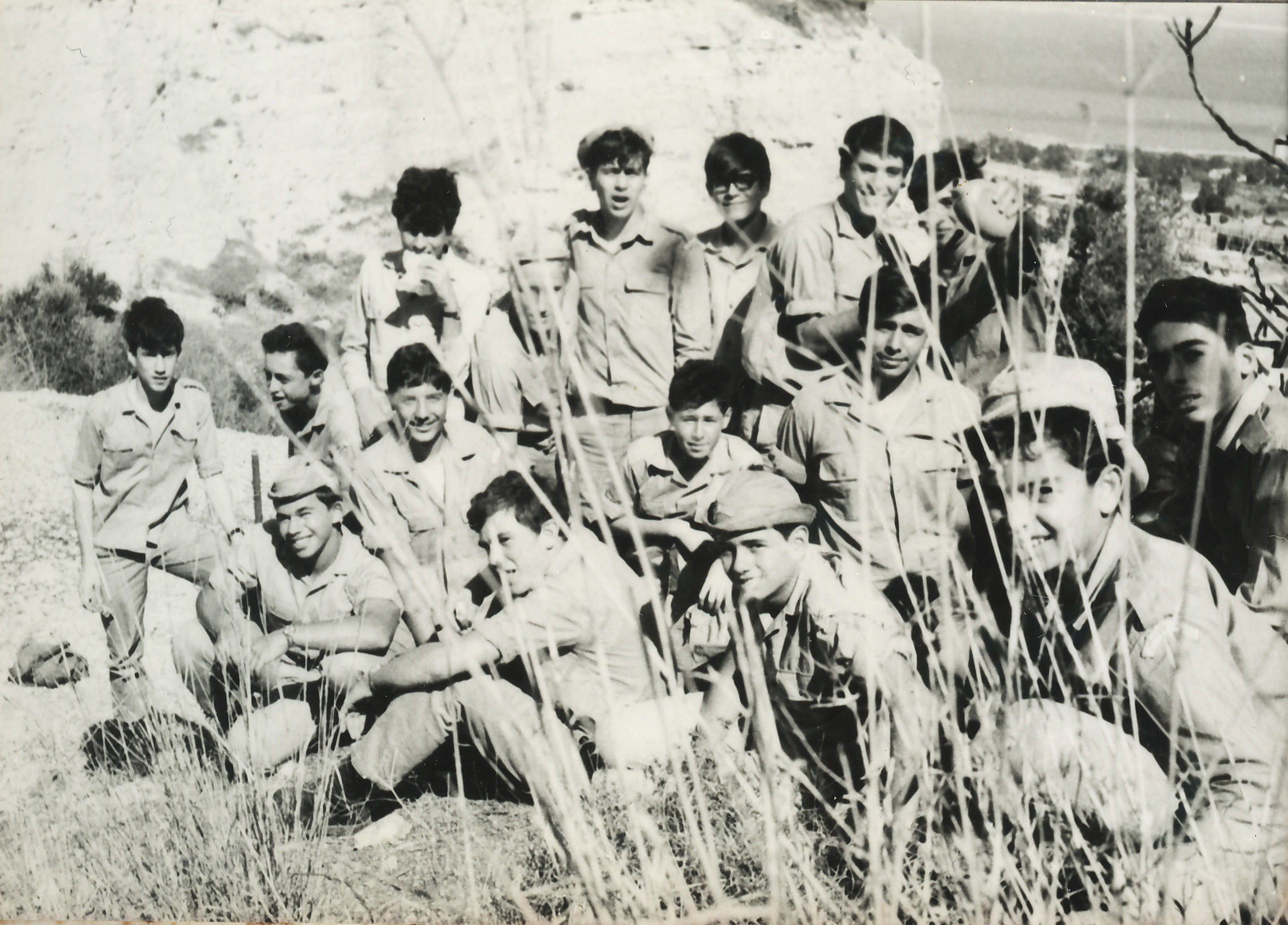
Zehntklässler in einem Gadna-Camp, 1969

Gadna (Hebräisch: גדנ״ע) ist eine Abkürzung für Gedudei Noʿar und bedeutet Jugendkorps oder auch Jugendbataillone. Der Name steht für ein Wehrerziehungs-Programm, durch das 13- bis 18-jährige israelische und auch ausländische Jugendliche auf den Militärdienst in den israelischen Streitkräften (IDF) vorbereitet werden sollen. Gadna ist der IDF unterstellt und arbeitet und mit dem Ministerium für Bildung und Kultur zusammen.

## Geschichte

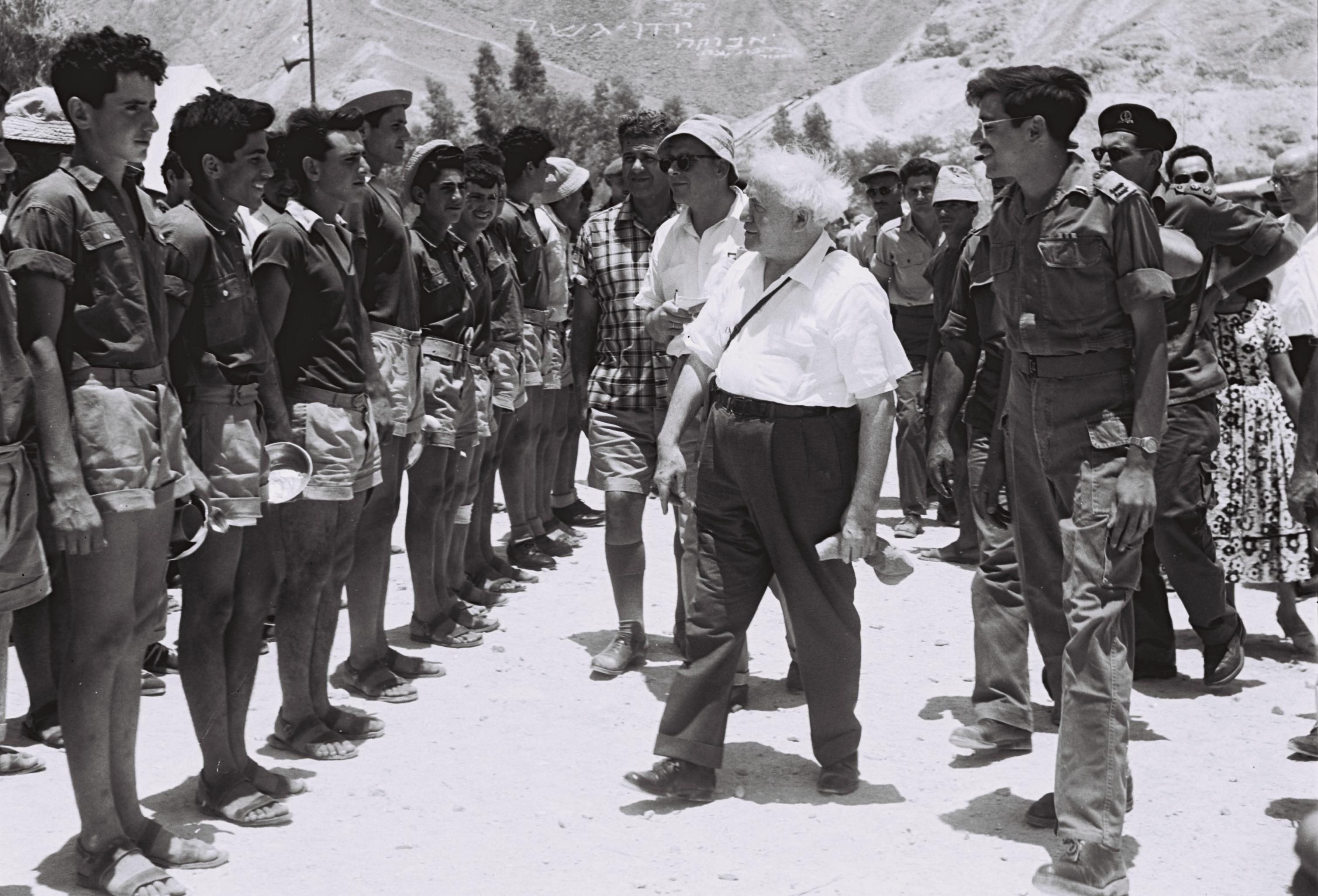
David Ben-Gurion besucht das Gadna-Camp in Beʾer Ora (1957)

Unter dem Eindruck des arabischen Aufstands gegen Juden im damaligen Palästina kam es ab 1936 unter den ansässigen Juden zu Verteidigungsanstrengungen, in die nun verstärkt auch Jüngere einbezogen wurden. Nachdem Jungen bereits in paramilitärische Aktivitäten eingebunden waren, führte 1937 Arthur Biram an der Hebräischen Reali-Schule in Haifa das ḤaGaM (Akronym für Chinnuch Gufani Murchav; Erweitertes körperliches Training) ein. Für die Jungen wurden damit Feldübungen und Formen des Defensivsports obligatorisch, und männliche und weibliche Schüler der Reali-Schule nahmen fortan am Wachdienst teil, kümmerten sich um die Verwundeten und halfen bei der Arbeit von Feuerwehrleuten und der Hilfspolizei. Mit Hilfe von Jaʿaqov Dori, eines Reali-Absolventen und Hagana-Kommandeurs in Haifa, wurde die koedukative Reʾali-Schuleinheit – bestehend Schülern und ihren Kommandanten – als separater Zug in die Hagana aufgenommen. Für die Schüler galt ein spezielles Programm, dessen Aktivitäten in Absprache mit der Schule festgelegt wurden.
Nach der Vorlage des Weißbuches von 1939 durch die britische Mandatsverwaltung für Palästina beschloss der zionistische Generalrat auf seiner Sitzung am 8. Juni 1939 ab dem Schuljahr 1939/40 „ein erweitertes Sportunterrichtsprogramm in allen Schulen durchzuführen“. In vielen Quellen gilt dies als die eigentliche Geburtsstunde des ḤaGaM. Ende 1940 beschloss das Hagana-Oberkommando, Jugendbataillone auch in Form von Feldeinheiten einzurichten und junge Männer und Frauen auf den aktiven Dienst in den Feldeinheiten vorzubereiten. Die Gadna ist seit 1948 die Nachfolgeorganisation der ḤaGaM. Im Juni 1949 verabschiedete die Knesset ein Gesetz über die Einführung des Militärdienstes für Männer und Frauen ab dem 18. Lebensjahr. In diesem Gesetz wurde auch Gadna als vormilitärischer Dienst für Schüler verankert. Die Aufgabe von Gadna definierte David Ben-Gurion folgendermaßen: „Training für den Frieden und nicht für den Krieg“. Faktisch aber stand der Kriegseinsatz im Vordergrund, und schon am Unabhängigkeitskrieg hatten Tausende Gadna-Mitglieder an aktiven Kampfeinsätzen teilgenommen.
1950 wurde in Beʾer Ora das erste Gadna-Ausbildungscamp eingerichtet. Es folgten weitere auf dem Gelände des aufgegebenen Moschaws Nurit am Berg Gilboa, in Sde Boker und in Keẓiot (Qtziʿot) im Negev. Seit den frühen 1950er Jahren hat es offenbar mehrere Veränderungen in den Programmschwerpunkten gegeben – unter Beibehaltung der vormilitärischen Ausbildung. So benennt der Artikel in der Jewish Virtual Library als Schwerpunkte nach 1950: Betreuung von Neuankömmlingen in Israel und Erteilung von Hebräischunterricht für sie, Einführung in das israelische Leben durch Einübung israelischer Lieder und Spiele. Darüber hinaus engagierte sich Gadna auch außerhalb Israels. 1959 reiste eine Gadna-Delegation nach Ghana, Nigeria und Liberia, und 1961 wurde ein erster Kurs für Jugendliche aus Afrika und Asien organisiert. Später seien Gadna-Ausbilder in verschiedene Länder entsandt worden.
Der Einsatz im Innern verlor darüber nicht an Bedeutung. Während der Sueskrise von 1956 und des Sechstagekriegs von 1967 ersetzten Gadna-Jugendliche das Personal im Postsystem und wurden im Zivilschutz, in Krankenhäusern, in der Industrie und in der Landwirtschaft eingesetzt. In der Folge arbeitete Gadna hauptsächlich im schulischen Rahmen, oder, wie es Shelly Paz in The Jerusalem Post formulierte: „Bis 1990 konzentrierte sich Gadna darauf, der israelischen Jugend patriotische Werte zu vermitteln und die Diaspora-Jugend zu ermutigen, Alija zu machen.“ Auch dies geschah und geschieht auf unterschiedlichen Wegen. In einigen Schulen ist Gadna Teil des Lehrplans, während andere Schulen ihre Schüler für eine Woche in ein Gadna-Camp schicken, um sie auf den Militärdienst vorzubereiten, Waffentraining inklusive. Zudem betreiben verschiedene militärische Zweige ihre eigenen Gadna-Gruppen, so die Luftwaffe und die Marine.
In den Jahren 2007/2008 fand eine Neuausrichtung von Gadna statt. Statt der früher üblichen Vermittlung patriotischer Werte wurde nun die Aufgabe in den Vordergrund gerückt, der Einberufungsmüdigkeit der israelischen Jugend entgegenzuwirken. Um das zu erreichen, lässt die Armee ab der 10. Klasse die Schüler durch Jugendoffiziere über den Militärdienst, ihre mögliche Rolle dort und den Rekrutierungsprozess informieren. Wenn die Schulleiter es genehmigen, besuchen die Schüler in der 11. Klasse ein Gadna-Camp, und während ihres letzten Schuljahres werden sie darauf vorbereitet, sich bei der IDF zu bewerben. Allerdings würden immer weniger Gymnasien ihre 11. Klassen in die Gadna-Camps schicken, was nach Ansicht der Militärs ein Grund für die schwindende Anziehungskraft des Militärdienstes sei.
Seit 2008 gibt es nur noch drei Gadna-Camps:
- Sde Boker, das 450 Schüler pro Woche aufnehmen kann
- Joara, in der Nähe von Joqneʿam im israelischen Nordbezirk, das 220 Schüler aufnehmen kann
- Tzalmon (auch Selamin)[8] in der Nähe des Karmel, das 320 Schüler aufnehmen kann[7]

Gestützt auf die Aussage der Kommandantin des Camps von Tzalmon führt Shelly aus, dass sich das Programm nicht nur auf körperliches Training wie Camping, Nachtwanderungen und den Gebrauch von Waffen beschränkt; ein großer Teil der Woche sei dem Kennenlernen der Armee gewidmet – ihren Einheiten, der Kampfethik, der Verpflichtung, gefangene eigene Soldaten nach Hause zu bringen, und vor allem der Bedeutung des Dienstes in der IDF. Die Jugendlichen tragen während der Woche im Camp Militäruniformen.

## Kooperationsprogramme
Die in New York ansässige Organisation Friends of Israel Scouts Inc. bietet im Rahmen ihres Programms Tzofim Chetz V'Keshet (CVK) seit 1981 jährlich ein einmonatiges Israel-Sommerprogramm für Teenager aus Nordamerika und der ganzen Welt an. Den Jugendlichen soll ein Einblick in die jüdische Kultur, in das jüdische Erbe, in die Sprache und die israelische Gesellschaft vermittelt werden. Fester Bestandteil des Programms ist aber auch eine Gadna-Woche. Für 2020 wird hierzu angekündigt: Training auf dem Armeestützpunkt Tzalmon, das Tragen der IDF-Uniformen, das Absolvieren von Trainings mit den IDF-Soldaten, eine Armeenacht in Tarnkleidung und vieles mehr. Auf der Webseite der Organisation heißt es dazu:

„Tzofim Chetz V'Keshet bietet eine maßgeschneiderte Gadna-Erfahrung an, bei der Jugendliche von echten IDF-Kommandeuren beaufsichtigt werden und eine simulierte Grundausbildung mit unglaublicher Sicherheit und Logistik durchlaufen. Unsere Teilnehmer werten diese Schnittstelle zur Armee stets als einen der Hauptanziehungspunkte für einen Beitritt zur CVK.“

Wie sehr diese gekonnt auf jugendliche Abenteuerlust abgestellte vor-militärische Ausbildung bei den Teilnehmerinnen und Teilnehmern ankommt, wird auf der CVK-Homepage durch viele Statements hervorgehoben, und eindrucksvoll demonstriert das auch ein offizielles CVK-Video, in dem sich Sightseeing-Aktivitäten mit militärischen Übungen abwechseln. Ein Fazit von vielen: „Ich verbrachte eine Woche bei Gadna, wo ich wie ein echter israelischer Soldat lebte und wie die Helden, die ihr Leben riskieren, um diese große Nation Israel zu schützen.“ Ob Frieden für Israel auch anders als mit Waffengewalt möglich sein könnte, scheint in diesen Programmen nicht diskutiert zu werden. Dies bestätigt ein Erfahrungsbericht der jungen Amerikanerin  Isabel Hoffman, die im Jahr 2019 an einem Kurs im Gadna-Camp in Sde Boker teilgenommen hat. „Ich war noch nie in einer Situation gewesen, in der ich das Gefühl hatte, wirklich indoktriniert zu werden. […] Es war nicht die Rede von Konflikten, von den Nuancen und Widersprüchen und der Unordnung in der Arbeit der Armee. Alles wurde als glänzend und gesund dargestellt. Das konnte ich nicht akzeptieren.“
Einen Schritt weiter als CVK geht das aus Gadna hervorgegangene Programm Marva, das in einem zweimonatigen Grundausbildungsprogramm der IDF jungen Juden aus der Diaspora die Möglichkeit bietet, die IDF hautnah zu erleben. Auf der Marva-Homepage heißt es dazu:

„Marva ist eine einzigartige 8-wöchige Gelegenheit, die Schönheit und die Herausforderungen Israels mit den Augen der IDF zu erleben.
Durch Wanderungen durch das Land, das Leben unter Feldbedingungen und durch Unterricht und Vorträge lernen Sie die Themen des Landes aus der Praxis kennen. Marva wird Ihnen helfen, Ihre Beziehungen zu Israel zu stärken, ob Sie nun als Tourist oder als potenzieller Neueinwanderer unterwegs sind. Es ist eine Gruppenerfahrung wie keine andere.
Das Programm findet im Süden Israels auf einem Gadna-Stützpunkt statt, aber die Teilnehmer werden viel Zeit in verschiedenen anderen Teilen des Landes verbringen, unter anderem in Jerusalem, auf den Golanhöhen und in Galiläa. Durch Wanderungen, Vorträge, Unterricht und körperliche Aktivitäten nehmen die Teilnehmer an realen Trainingsübungen teil und leben unter realen Armeebedingungen. Bei allen Aktivitäten wird harte Disziplin im militärischen Stil durchgesetzt, was diese Erfahrung herausfordernd und befriedigend macht.“

Wer nach einer Marva-Ausbildung oder allgemein als Jude mit Wurzeln außerhalb Israels sich für den Dienst in der IDF entschließt, dem wird Unterstützung im Rahmen des Programms Garin Tzabar zu Teil. Diaspora-Juden und Israelis, die keine in Israel lebenden Eltern haben, werden ab ihrer Ankunft in Israel von Garin Tzabar betreut und durch Vermittlung der Organisation von einer israelischen Gemeinschaft adoptiert, die vor und während ihres Militärdienstes ihr Zuhause in der Ferne sein soll. Das Programm richtet sich an die Lone Soldiers (alleinstehende Soldaten) genannten jüdischen Erwachsenen zwischen 18 und 24 Jahren (Männer) beziehungsweise 23 Jahren (Frauen). An ihrer Betreuung beteiligen sich in Israel 60 Kibbuzim.

## Gadna-Kritik

### Wissenschaftliche und politische Kritik
Während sich die Gadna-Kommandantin von Tzalmon 2008 positiv überrascht davon zeigte, wie sich die Schüler innerhalb von zwei Minuten nach ihrer Ankunft in Soldaten verwandeln, ist das Programm unter Lehrern und Erziehungswissenschaftlern nicht unumstritten und wurde als unangemessen militaristisch kritisiert.

„Die Gadna ist Teil eines ganzen Systems, das die Jugendlichen auf ihre Einberufung vorbereitet, aber mehr noch als das, sie bereitet sie auf eine bestimmte Weltsicht von Konflikten vor. Die Gadna ist auch ein Sozialisationssystem. Ich denke, es ist nicht Aufgabe der Armee, unsere Kinder zu erziehen. […] Die heutige Realität ist anders als die israelische Realität in den 50er Jahren. Die Realität, dass die Armee in Schulen und sogar in Kindergärten einmarschiert, ist einzigartig in Israel. Die militärische Ebene in Israel hat unbegrenzten Einfluss auf die israelische Gesellschaft. Das Winograd-Komitee [das den Zweiten Libanonkrieg untersuchte] wies auf dieses Problem hin, das eine ungesunde Gesellschaft schafft, in der die Mitglieder sehr gut schießen und kämpfen können, aber gelähmt sind, wenn es darum geht, den Konflikt mit alternativen Mitteln wie einem Friedensprozess zu lösen.“

### Eine literarische Kritik
In einem Beitrag für Deutschlandfunk Kultur schreibt Sigrid Löffler über David Grossmans 2014 in Israel (Deutschland: 2016) erschienenen Roman:

„"Kommt ein Pferd in die Bar" ist ein ergreifend trauriger und grausam komischer Roman, hinter dessen Lachfalten das Elend seines Helden immer schmerzhafter hervortritt. Dieses Buch ist David Grossmans bislang riskantestes und innovativstes erzählerisches Abenteuer, immer auf Messers Schneide zwischen Farce und Tragödie, Grauen und Mitleid, Höllengelächter und Höllenpein. Und es bündelt im kurzen Erzählzeitraum einer abendlichen Comedy-Show in der Provinz so knapp wie bezwingend alle Hauptthemen des Autors Grossman – das traumatisierte Familienleben von Shoah-Überlebenden und deren Kindern in Israel, in einer durchmilitarisierten Gesellschaft im dauernden Kriegszustand, der alle Gefühle von Liebe, Freundschaft und Vertrauen beschädigt, verzerrt und entstellt.“

Diese „durchmilitarisierte Gesellschaft“ kommt bei Grossmann auf Seite 109 zum ersten Mal ins Spiel; sie zieht sich von da an durch den gesamten zweiten Teil des Romans und hat einen Anknüpfungspunkt: das Gadna-Jugendcamp in Beʾer Ora, in dem sich die beiden Protagonisten der Geschichte, der Stand-up Comedian Dovele Grinstein und sein früherer Freund, der pensionierte Richter Avischai Lasar, in den 1950er Jahren aufhielten. Sie waren unabhängig voneinander und ohne zu wissen, dass der je andere dort sein wird, in das Camp gekommen. Mit Anspielungen auf die Nazi-Verfolgungen beschreibt Grinstein das Gadna-Training, und „en passant lässt Grossman hier einfließen, dass diese Wehrertüchtigungslager in der israelischen Wüste nicht weit weg waren von den Lagern der HJ“:

„Jedenfalls, da in Beer Ora kriegen wir alles beigebracht, was ein stolzer jüdischer Junge können muss. Mauern hochklettern, falls wir nochmal aus dem Ghetto ausbrechen müssen, kriechen, für eventuelle Abwasserrohre, und Geheimcodes, damit die Nazis nichts verstehen und bitter enttäuscht sind. Wir müssen auch von einem Turm in ein aufgespanntes Tuch springen. Erinnert ihr euch noch? Und wie ein Chamäleon auf einem Seil laufen. Dann diese Wanderungen, nachts und am Tag, wo man schwitzt wie blöd, weil man in der grausigen Hitze um das ganze Camp rennen muss, um dann fünf Schüsse mit dieser kurzen Mauser aus der CSSR abzugeben. Man kommt sich vor wie James Bond.“

Mit ebensolchem Sarkasmus beschreibt er die an die Pfadfinder-Romantik anknüpfende Freizeitgestaltung, die Abende am Lagerfeuer. Altersmäßig der Kleinste und auch körperlich sehr schmächtig, wird Grinstein schnell zum Opfer sadistischer Spiele seiner Kameraden, und vor denen schützen ihn weder die Betreuer, noch Avischai Laser, der ihn schlicht verleugnet, ihn nicht wahrnimmt.
Die Erwachsenen im Camp sind Militärs und ohne psychologisches Einfühlungsvermögen in die Nöte der ihnen anvertrauten Jugendlichen. Der vierzehnjährige Grinstein bekommt das am dritten Tag seines Aufenthalts zu spüren. Im Befehlston wird er morgens auf die Kommandantur bestellt, mitgeteilt wird ihm nur, er müsse sofort nach Hause zurückkehren, denn um vier Uhr nachmittags sei eine Beerdigung. Zwar wird ihm flüchtig das Beileid ausgedrückt, doch wer gestorben ist, erfährt er nicht. Stattdessen wird er einem Soldaten anvertraut, der ihn über Stunden hinweg in einem Militär-Pick-Up nach Jerusalem bringt. Fast über achtzig Seiten zieht sich diese surreale Fahrt durch die Wüste, und erst an deren Ende, auf dem Friedhof, erfährt Grinstein zu wessen Beerdigung er gebracht wurde.
Die Vielschichtigkeit von Grossmans Buch erschöpft sich nicht in der Kritik an der „durchmilitarisierten Gesellschaft“ Israels, aber es ist sicher kein Zufall, dass der Friedensaktivist Grossman mit der Gadna eine Organisation ins Zentrum seines Romans rückte, die als ein Symbol für diese „durchmilitarisierte Gesellschaft“ angesehen werden kann.

Der elfjährige Pianist Danny Barenboim mit dem Dirigenten Moshe Lustig und dem GADNA SYMPHONY ORCHESTRA (1. August 1953).